# Frahier-et-Chatebier
Frahier-et-Chatebier és un municipi francès situat al departament de l'Alt Saona i a la regió de Borgonya - Franc Comtat. L'any 2007 tenia 1.122 habitants.

## Demografia

### Població
El 2007 la població de fet de Frahier-et-Chatebier era de 1.122 persones. Hi havia 406 famílies, de les quals 60 eren unipersonals (32 homes vivint sols i 28 dones vivint soles), 145 parelles sense fills, 185 parelles amb fills i 16 famílies monoparentals amb fills.
La població ha evolucionat segons el següent gràfic:
Habitants censats

### Habitatges
El 2007 hi havia 454 habitatges, 416 eren l'habitatge principal de la família, 17 eren segones residències i 20 estaven desocupats. 418 eren cases i 30 eren apartaments. Dels 416 habitatges principals, 370 estaven ocupats pels seus propietaris, 41 estaven llogats i ocupats pels llogaters i 5 estaven cedits a títol gratuït; 3 tenien una cambra, 6 en tenien dues, 61 en tenien tres, 73 en tenien quatre i 272 en tenien cinc o més. 392 habitatges disposaven pel capbaix d'una plaça de pàrquing. A 156 habitatges hi havia un automòbil i a 240 n'hi havia dos o més.

### Piràmide de població
La piràmide de població per edats i sexe el 2009 era:
| Homes | Edats   | Dones |
| ----- | ------- | ----- |
| 0     | 95 o +  | 4     |
| 0     | 90 a 94 | 4     |
| 0     | 85 a 89 | 8     |
| 4     | 80 a 84 | 4     |
| 12    | 75 a 79 | 20    |
| 16    | 70 a 74 | 16    |
| 32    | 65 a 69 | 32    |
| 32    | 60 a 64 | 24    |
| 40    | 55 a 59 | 12    |
| 68    | 50 a 54 | 40    |
| 24    | 45 a 49 | 52    |
| 52    | 40 a 44 | 36    |
| 56    | 35 a 39 | 56    |
| 32    | 30 a 34 | 36    |
| 12    | 25 a 29 | 12    |
| 16    | 20 a 24 | 12    |
| 32    | 15 a 19 | 16    |
| 44    | 10 a 14 | 36    |
| 36    | 5 a 9   | 32    |
| 20    | 0 a 4   | 40    |

## Economia
El 2007 la població en edat de treballar era de 737 persones, 534 eren actives i 203 eren inactives. De les 534 persones actives 475 estaven ocupades (249 homes i 226 dones) i 59 estaven aturades (21 homes i 38 dones). De les 203 persones inactives 85 estaven jubilades, 57 estaven estudiant i 61 estaven classificades com a «altres inactius».

### Ingressos
El 2009 a Frahier-et-Chatebier hi havia 446 unitats fiscals que integraven 1.236 persones, la mediana anual d'ingressos fiscals per persona era de 21.032 €.

### Activitats econòmiques
Dels 40 establiments que hi havia el 2007, 1 era d'una empresa extractiva, 3 d'empreses alimentàries, 1 d'una empresa de fabricació d'altres productes industrials, 4 d'empreses de construcció, 10 d'empreses de comerç i reparació d'automòbils, 4 d'empreses de transport, 2 d'empreses d'hostatgeria i restauració, 1 d'una empresa financera, 7 d'empreses immobiliàries, 1 d'una empresa de serveis, 5 d'entitats de l'administració pública i 1 d'una empresa classificada com a «altres activitats de serveis».
Dels 8 establiments de servei als particulars que hi havia el 2009, 1 era una oficina de correu, 1 taller de reparació d'automòbils i de material agrícola, 1 paleta, 1 guixaire pintor, 1 lampisteria, 1 perruqueria, 1 restaurant i 1 agència immobiliària.
Dels 6 establiments comercials que hi havia el 2009, 1 era una botiga de més de 120 m², 1 una botiga de menys de 120 m², 2 carnisseries i 2 floristeries.
L'any 2000 a Frahier-et-Chatebier hi havia 12 explotacions agrícoles que ocupaven un total de 153 hectàrees.

## Equipaments sanitaris i escolars
El 2009 hi havia 1 farmàcia i 1 ambulància.
El 2009 hi havia una escola elemental.

## Poblacions més properes
El següent diagrama mostra les poblacions més properes.